# Козельці подільські
Козельці подільські (Tragopogon podolicus) — вид рослин з родини айстрових (Asteraceae), поширений у Євразії від Румунії до північно-західного Китаю.

## Опис
Дворічна рослина 50–120 см заввишки. Стебла розгалужені від середини, прямостоячі. Прикореневі листки лінійні; верхні і середні — розширені біля основи, коротші, тонко загострені. Листочків обгортки 8, вони ланцетоподібні, 5–20 мм завдовжки, коротші від квіток і сім'янок. Квітки ясно-жовті. Чубчик коротший від сім'янки, легко опадає. Кошики численні (5–25), при плодах 20–35 мм довжиною, розташовані на кінцях гілок в волотистому суцвітті. Чубчик коротший від сім'янки, легко опадає.

## Поширення
Поширений у Євразії від Румунії до північно-західного Китаю.
В Україні вид зростає на лісових галявинах і полянах — у Лісостепу і Степу, переважно на Правобережжі.